# Williams FW12C
Chronologie des modèles (1989)
Williams FW12 Williams FW13
La Williams FW12C est la monoplace de Formule 1 engagée par l'écurie britannique Williams F1 Team pour les deux premiers tiers du championnat du monde de Formule 1 1989. Elle est pilotée par le Belge Thierry Boutsen et l'Italien Riccardo Patrese. Elle est propulsée par un moteur V10 Renault.

## Historique

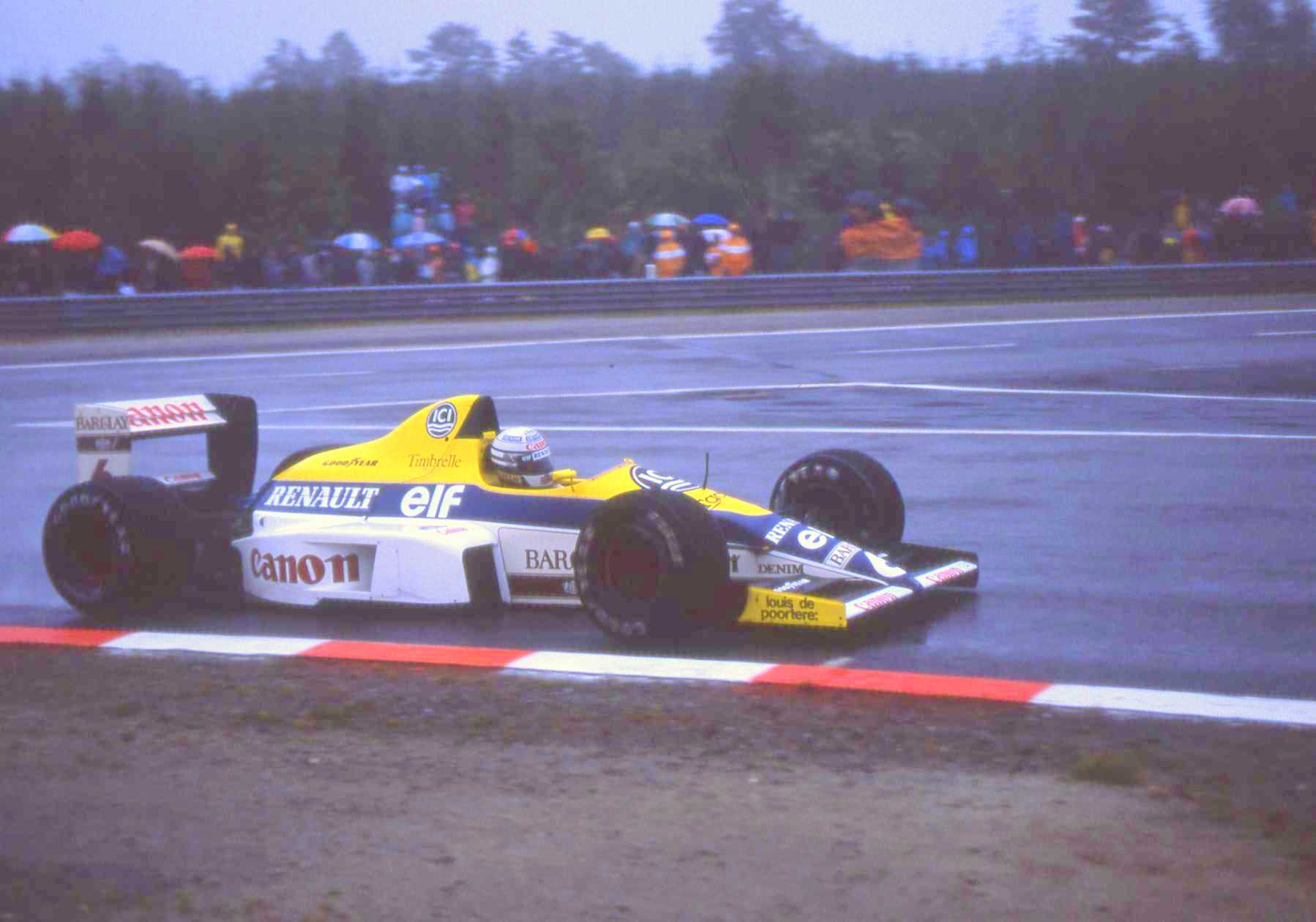
La Williams FW12C de Riccardo Patrese lors du Grand Prix de Belgique 1989.

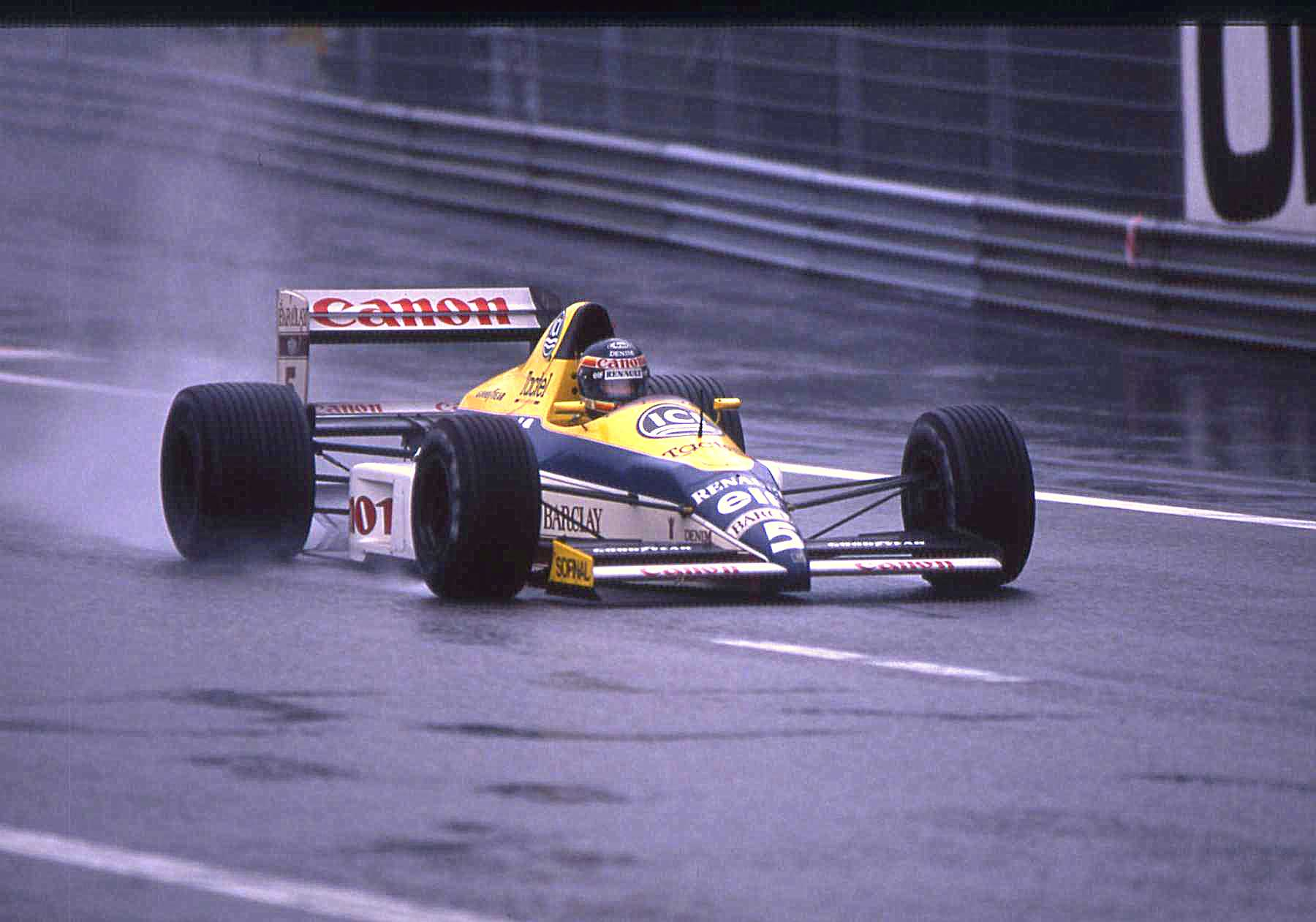
La Williams FW12C de Thierry Boutsen lors du Grand Prix de Belgique 1989.

À partir de 1989, Williams signe un partenariat avec le motoriste français Renault, qui fait son retour en Formule 1 après quatre ans d'absence. La FW12C est ainsi équipée d'un moteur V10 développant 650 chevaux et d'une boîte de vitesses en magnésium. Le constructeur français se montre ambitieux et souhaite remporter des Grands Prix dès sa première année de collaboration avec l'écurie britannique.
Lors des essais privés organisés sur le Jacarepaguá, à Rio de Janeiro, Thierry Boutsen est victime d'un accident lors duquel sa monoplace a heurté le rail de sécurité à plus de 220 km/h. Souffrant de légères contusions, il est jugé apte à prendre part au début de la saison.
Lors de la manche inaugurale, disputée au Brésil, Riccardo Patrese se bat en tête de peloton pour la victoire avant que l'arbre à cames de sa monoplace ne casse, à dix tours de l'arrivée. Il réalise néanmoins le meilleur tour en course.
Au Grand Prix de Saint-Marin, Boutsen, au volant d'un nouveau châssis, termine quatrième, à un tour du vainqueur, Ayrton Senna (McLaren). Si la FW12C apparaît comme l'une des monoplaces les plus véloces avec la Ferrari 640, elle rend néanmoins deux secondes par tour à la McLaren MP4/5.
Il faut attendre la quatrième épreuve du championnat, au Mexique, pour voir un pilote Williams monter sur le podium, puisque Patrese termine deuxième de cette manche. L'Italien termine deuxième lors des deux courses suivantes, tandis que Boutsen remporte le Grand Prix du Canada. Il s'agit du treizième doublé de l'histoire de l’écurie britannique. En France, Patrese reste constant et termine troisième, obtenant son quatrième podium consécutif.
En Hongrie, Riccardo Patrese réalise la pole position, la première depuis le Grand Prix d'Italie 1983,. Il mène la course pendant 53 tours avant d'abandonner à la suite de la casse de son moteur Renault.
Après une dernière apparition en Italie où Boutsen ravit la troisième place, la FW12C est remplacée par la Williams FW13 à compter du Grand Prix du Portugal, treizième manche du championnat. Néanmoins, les problèmes de mise au point poussent Patrese à utiliser ponctuellement la FW12C lors du Grand Prix d'Espagne, où il finit cinquième,.

## Résultats en championnat du monde de Formule 1

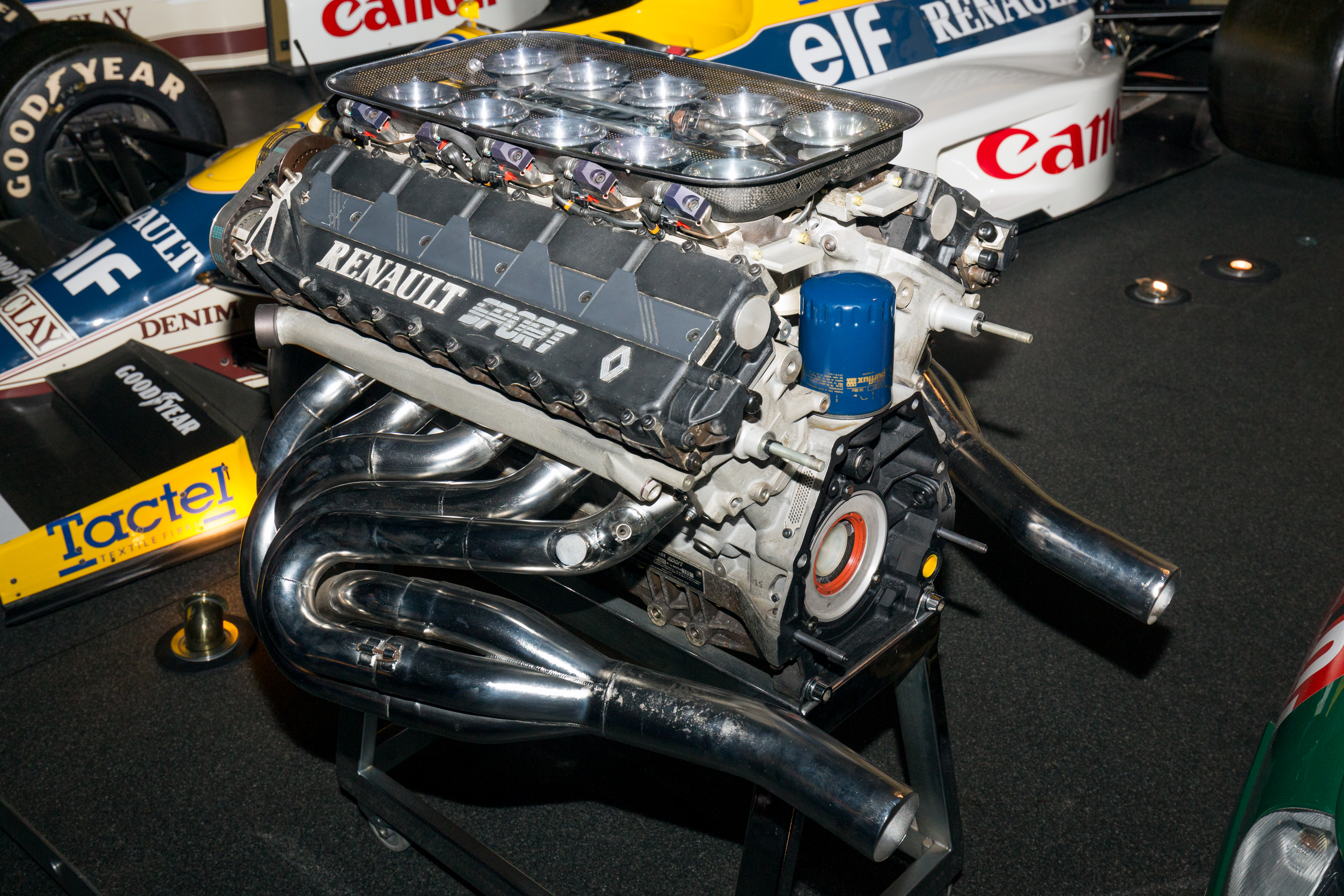
Le moteur V10 Renault RS1 de la Williams FW12C.

| Saison | Écurie              | Moteur          | Pneus    | Pilotes          | Courses | Courses | Courses | Courses | Courses | Courses | Courses | Courses | Courses | Courses | Courses | Courses | Courses | Courses | Courses | Courses | Points inscrits | Classement |
| Saison | Écurie              | Moteur          | Pneus    | Pilotes          | 1       | 2       | 3       | 4       | 5       | 6       | 7       | 8       | 9       | 10      | 11      | 12      | 13      | 14      | 15      | 16      | Points inscrits | Classement |
| ------ | ------------------- | --------------- | -------- | ---------------- | ------- | ------- | ------- | ------- | ------- | ------- | ------- | ------- | ------- | ------- | ------- | ------- | ------- | ------- | ------- | ------- | --------------- | ---------- |
| 1989   | Canon Williams Team | Renault RS1 V10 | Goodyear |                  | BRÉ     | SMR     | MON     | MEX     | USA     | CAN     | FRA     | GBR     | ALL     | HON     | BEL     | ITA     | POR     | ESP     | JAP     | AUS     | 77*             | 2e         |
| 1989   | Canon Williams Team | Renault RS1 V10 | Goodyear | Thierry Boutsen  | Abd     | 4e      | 10e     | Abd     | 6e      | 1er     | Abd     | 10e     | Abd     | 3e      | 4e      | 3e      |         |         |         |         | 77*             | 2e         |
| 1989   | Canon Williams Team | Renault RS1 V10 | Goodyear | Riccardo Patrese | 15e     | Abd     | 15e     | 2e      | 2e      | 2e      | 3e      | Abd     | 4e      | Abd     | Abd     | 4e      |         | 5e      |         |         | 77*             | 2e         |

Légende : ici 
- * 23 points marqués avec la Williams FW13.